# 由利本荘市立矢島小学校
　由利本荘市立矢島小学校（ゆりほんじょうしりつやしましょうがっこう）は、秋田県由利本荘市矢島町七日町にある公立小学校。

## 概要
1873年（明治6年）旧藩庁を仮校舎として、矢島町立矢島小学校として開校したしかし、1918年（大正7年に）に全焼し、1920年（大正9年）に2代目の校舎が落成した。1972年（昭和47年）に３代目の校舎（通称八森校舎）が落成し、2005年（平成17年）の由利本荘市発足にともない矢島町立矢島小学校から由利本荘市立矢島小学校の現校名へと改称された。2024年（令和６年）3月に新校舎が竣工したが、これは由利本荘市立矢島中学校、秋田県立矢島高等学校と棟続きの同一の建物であり（矢島中学校は建物正面左側、矢島高校は建物正面右側）同年4月から小中高連携校として新たに開校している。県立高等学校と市立の小中学校が一体型校舎で連携するのは全国初の事例である。

## 沿革
注釈の無い限り、公式のホームページより引用。
- 1873年（明治6年）12月7日 - 旧藩庁を仮校舎として矢島小学校を創立。生徒50名
- 1918年（大正7年）5月15日 - 初代校舎全焼[2]。
- 1920年（大正9年）11月2日 - 2代目の新校舎落成[3]。
- 1956年（昭和31年）10月20日 - 文部省指定へき地教育公開。
- 1959年（昭和34年）7月25日 - 鉄筋3階教室竣工。
- 1963年（昭和38年）10月26日 - 創立90周年記念式典挙行。
- 1964年（昭和39年）
  - 9月22日 - 文部省、県教委指定複式公開研究会。
  - 12月5日 - 完全給食開始。
- 1965年（昭和40年）3月25日 - 立石分校廃校式。
- 1968年（昭和43年）11月14日 - 農村教育推進校として公開研究会を開催。
- 1970年（昭和45年）
  - 4月30日 - 学校建築一期工事に着手。
  - 5月8日 - 秋田県植林コンクール最優秀校（2年連続）
- 1971年（昭和46年）3月20日 - 川辺分校廃校式。
- 1972年（昭和47年）
  - 2月8日 - 3代目校舎第二期工事完了、児童新校舎に移転。
  - 3月9日 - 体育館完成。
  - 3月19日 - 元町、金ヶ沢分校廃校式。
  - 3月21日 - 熊の子分校廃校式。
  - 3月22日 - 十二ヶ沢（軽井沢冬季）廃校式。
  - 7月7日 - プール完成、プール開きを行う。
  - 12月7日 - 寄宿舎開設、入舎児童58名。
- 1973年（昭和48年）
  - 4月8日 - 全国植林コンクール特選（3年連続）。
  - 10月20日 - 創立100周年記念式典挙行。
- 1976年（昭和51年）
  - 11月30日 - 県教委指定，学校保健推進校（2か年）として研究。
  - 3月22日 - 谷地沢分校廃校式。
- 1981年（昭和56年）
  - 5月9日 - 椎茸園開園。
  - 6月2日 - 自校炊飯開始。
  - 8月1日 - 子供消防クラブ全国表彰。
  - 8月16日 - バレーボール全県優勝・全国大会出場。
  - 9月27日 - 郡市剣道錬成大会二連覇、掲揚塔完成。
- 1983年（昭和58年）10月23日 - 創立110周年記念式典挙行[4]。
- 1984年（昭和59年）8月15日 - バレーボール全県優勝・全国大会出場。
- 1987年（昭和62年）10月16日 - 文部省指定、県教委委嘱道徳教育公開研究会。
- 1989年（平成元年）11月24日 - 寄宿舎閉舎（以降宿泊研修に活用）。
- 1990年（平成2年）2月27日 - 郡市スキー大会男女優勝（男子3連覇学体連表彰）。
- 1991年（平成3年）
  - 1月26日 - 郡市スキー大会男女優勝。
  - 6月6日 - 郡市小学校陸上競技大会総合優勝。
  - 9月30日 - 大規模改修工事完成（3年計画）。
- 1992年（平成4年）
  - 1月23日 - 郡市スキー大会男女優勝（学体連表彰）。
  - 7月13日 - プール改修工事完成。
  - 8月25日 給食室改修工事完成。
- 1993年（平成5年）
  - 1月28日 - 都市スキー大会男女優勝。
  - 10月24日 - 創立120周年記念式典挙行。
  - 1月27日 - 郡市スキー大会男子優勝。
- 1994年（平成6年）9月1日 - グランド大改修完了。
- 1995年（平成7年）2月14日 - 郡市スキー大会女子優勝。
- 1996年（平成8年）
  - 8月24日 - 陸上400mリレー全県優勝・全国大会出場。
  - 9月25日 - 児童用パソコン20台を備えたコンピューター教室完成。
- 1997年（平成9年）6月1日 - 郡市陸上大会男子400mリレー優勝。
- 1999年（平成11年）
  - 6月5日 - 郡市陸上大会男子・女子リレー優勝。
  - 8月27日 - 女子100m全国大会出場。
- 2000年（平成12年）
  - 3月1日 - 高松市立四番丁小学校と姉妹校となる。
  - 10月3日 - 文部省指定教育課程公開研究会。
- 2002年（平成14年）5月1日 - 夢スペース！スクールサポートモデル校となる。
- 2003年（平成15年）
  - 4月1日 - 2学期制実施。
  - 10月26日 - 創立130周年記念式典挙行[5]。
- 2005年（平成17年）
  - 3月22日 - 市町村合併により由利本荘市立矢島小学校となる。
  - 5月30日 - 文部科学省より「人権教育」の研究指定校を受ける。
  - 9月27日 - 秋田魁新報に本校の児童が編集した「矢島タイム」が掲載
- 2006年（平成18年）11月22日 - 文部科学省人権教育研究指定公開研究会
- 2007年（平成19年）10月4日 - 「石油開発ゆりの森」植樹会
- 2008年（平成20年）1月16日 - 韓国青少年連盟との交流会
- 2009年（平成21年）
  - 7月27日 - 旧校舎・八森会館解体工事
  - 10月6日 - 東京証券取引所 出張授業
- 2010年（平成22年）10月22日 - 市授業実践研究会公開
- 2012年（平成24年）
  - 8月28日 - ひまわり1万本プロジェクトで、ひまわり満開を祝いフェスタを行う
  - 9月13日 - コミュニティー・スクールの指定を受ける
  - 10月5日 - 香川県高松市立新番丁小学校と姉妹校提携
- 2013年（平成25年）
  - 8月24日 - 女子走り幅跳び・走り高跳び全国大会出場
  - 11月17日 - 創立140周年記念式典挙行
  - 11月19日 - 全国PTA連合会団体表彰　県(6/8)・東北(9/8)
- 2014年（平成26年）10月19日 - 国民文化祭感想画コンクール文部科学大臣賞受賞
- 2015年（平成27年）7月8日 - ひまわりソング「黄色と青のシンフォニー」完成
- 2016年（平成28年）
  - 3月17日 - 「元気な由利の郷づくり」表彰
  - 12月8日 - 「地域学校協働活動」推進に係る文部科学大臣賞受賞
- 2017年（平成29年）4月21日 - 未来の科学夢画経済産業大臣賞受賞
- 2019年（令和元年）6月13日 - 東京証券取引所 出前授業
- 2021年（令和3年）4月 - タブレットパソコン導入（児童1人につき1台）
- 2024年（令和6年）
  - 2月14日 - さようなら八森校舎の会開催[6]
  - 4月1日 - 秋田県由利本荘市矢島町城内八森から秋田県由利本荘市七日町の新校舎へ移転[7]
  - 4月22日 - 新校舎竣工式挙行[8][9]
  - 11月2日 - 創立150周年記念式典及び学習発表会開催[10][11]

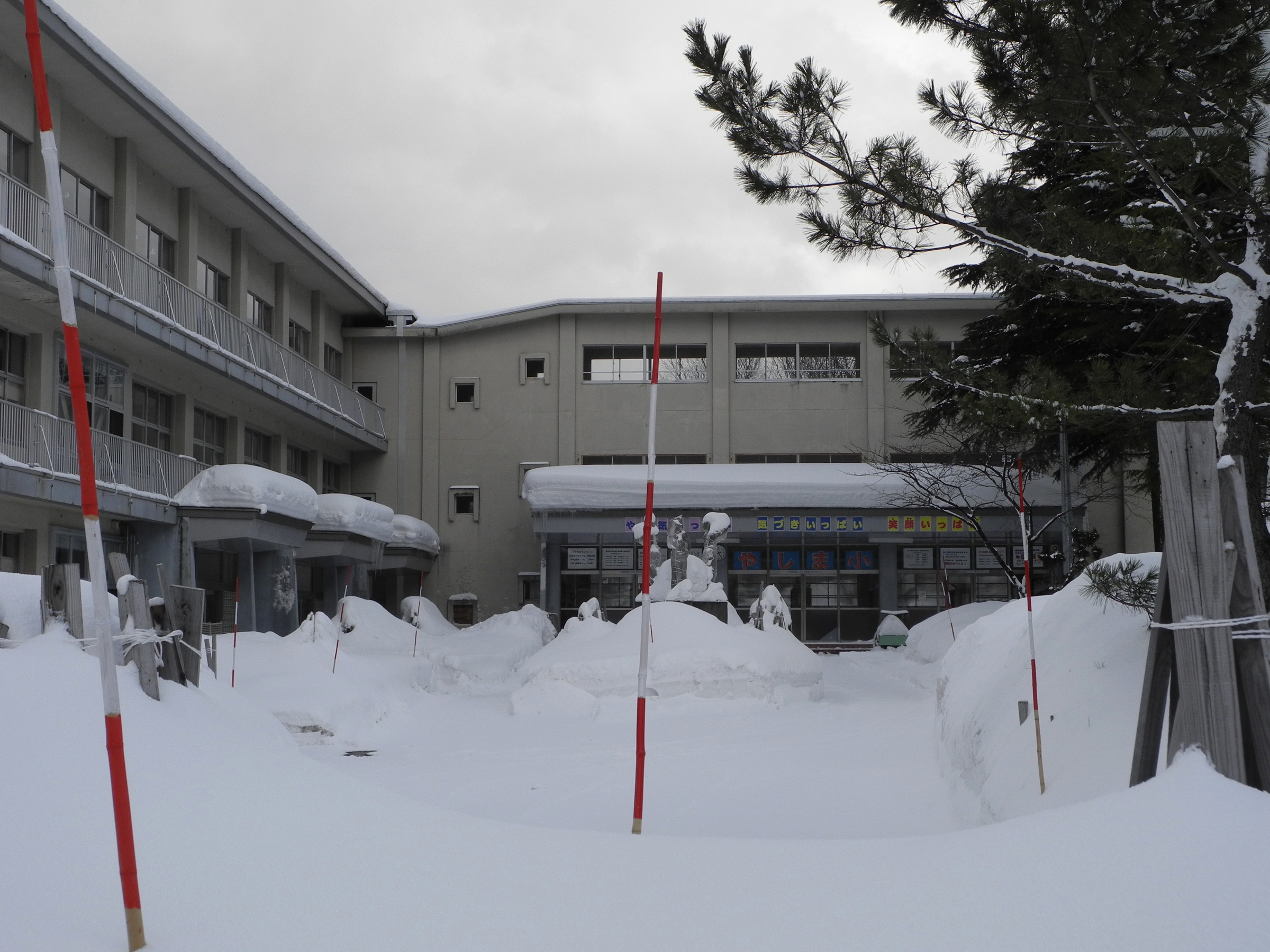
3代目校舎・八森校舎 （昇降口・2012年1月）
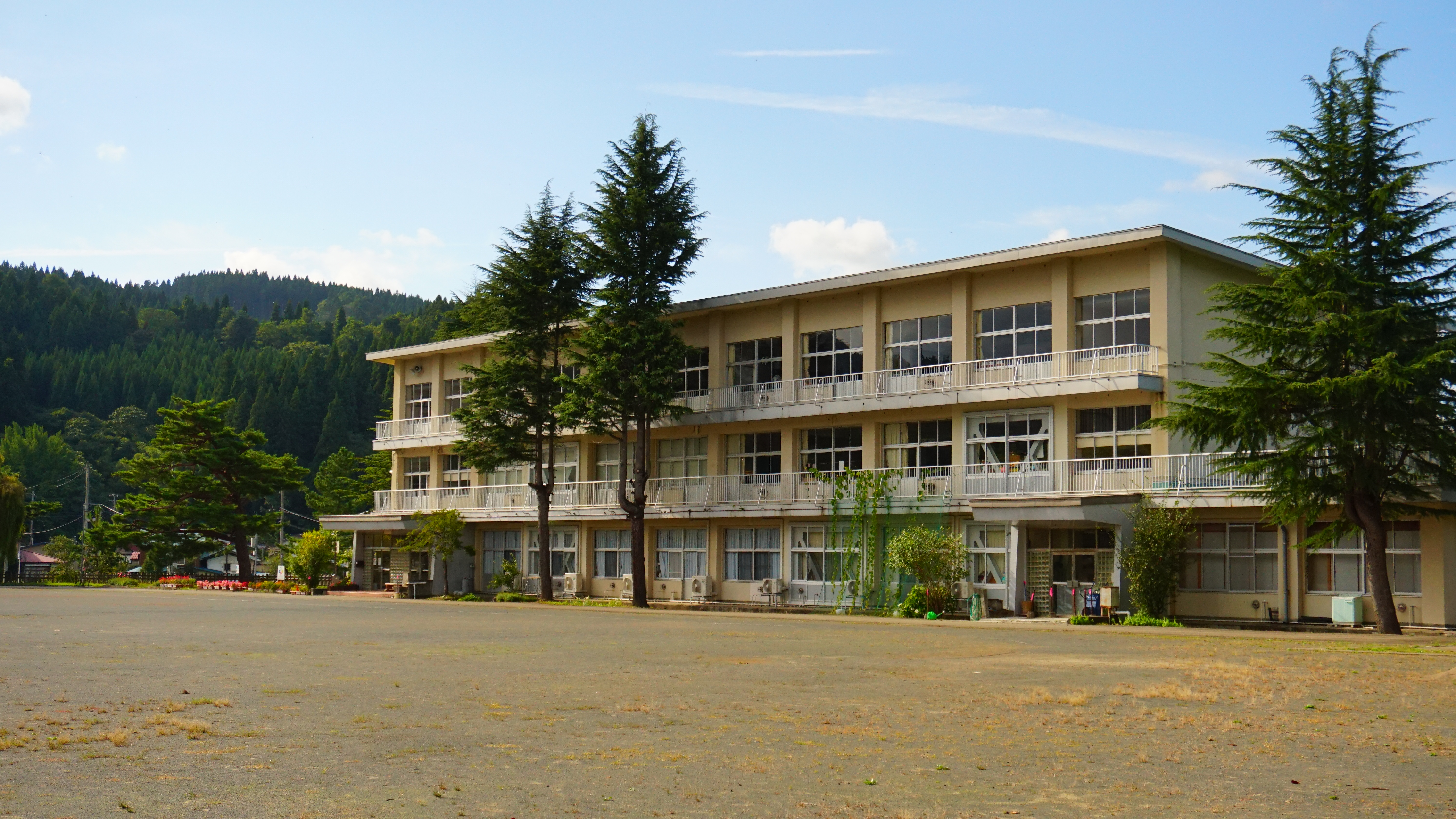
3代目校舎・八森校舎 （教室棟・2018年6月）

## 校歌
作詞・作曲：斉藤佳三

## 児童数・学級数
| 年度                      | 男子 | 女子 | 計  | 増減 | 学級数 | 増減 | 備考           | 出典   |
| ------------------------- | ---- | ---- | --- | ---- | ------ | ---- | -------------- | ------ |
| 1873（明治6）年           | 不明 | 不明 | 50  |      | 不明   | 不明 | 創立           | [ 1 ]  |
| 1994（平成6）年度         | 不明 | 不明 | 513 |      | 17     |      |                | [ 14 ] |
| 1995（平成7）年度         | 不明 | 不明 | 487 | -26  | 17     | 0    |                | [ 14 ] |
| 1996（平成8）年度         | 不明 | 不明 | 479 | -8   | 16     | -1   |                | [ 14 ] |
| 1997（平成9）年度         | 不明 | 不明 | 470 | -9   | 16     | 0    |                | [ 14 ] |
| 1998（平成10）年度        | 不明 | 不明 | 446 | -24  | 15     | -1   |                | [ 14 ] |
| 1999（平成11）年度        | 231  | 179  | 410 | -36  | 14     | -1   |                | [ 14 ] |
| 2000（平成12）年度        | 217  | 162  | 379 | -31  | 13     | -1   |                | [ 14 ] |
| 2001（平成13）年度        | 202  | 168  | 370 | -9   | 13     | 0    |                | [ 14 ] |
| 2002（平成14）年度        | 178  | 162  | 340 | -30  | 13     | 0    |                | [ 14 ] |
| 2003（平成15）年度        | 157  | 143  | 300 | -40  | 12     | -1   | 創立130周年    | [ 15 ] |
| 2004（平成16）年度        | 144  | 131  | 275 | -15  | 12     | 0    |                | [ 16 ] |
| 2005（平成17）年度        | 139  | 134  | 273 | -2   | 12     | 0    | 由利本荘市誕生 | [ 17 ] |
| 2006（平成18）年度        | 122  | 123  | 245 | -28  | 11     | -1   |                | [ 18 ] |
| 2007（平成19）年度        | 125  | 116  | 241 | -4   | 11     | 0    |                | [ 19 ] |
| 2008（平成20）年度        | 116  | 113  | 229 | -12  | 10     | -1   |                | [ 20 ] |
| 2009（平成21）年度        | 123  | 113  | 236 | +7   | 11     | +1   |                | [ 21 ] |
| 2010（平成22）年度        | 119  | 108  | 227 | -9   | 10     | -1   |                | [ 22 ] |
| 2011（平成23）年度        | 110  | 102  | 212 | -15  | 10     | 0    |                | [ 23 ] |
| 2012（平成24）年度        | 110  | 98   | 208 | -4   | 10     | 0    |                | [ 24 ] |
| 2013（平成25）年度        | 104  | 95   | 199 | -9   | 9      | -1   | 創立140周年    | [ 25 ] |
| 2014（平成26）年度        | 98   | 104  | 202 | +3   | 9      | 0    |                | [ 26 ] |
| 2015（平成27）年度        | 94   | 92   | 186 | -16  | 8      | -1   |                | [ 27 ] |
| 2016（平成28）年度        | 93   | 83   | 176 | -10  | 7      | -1   |                | [ 28 ] |
| 2017（平成29）年度        | 97   | 71   | 168 | -8   | 7      | 0    |                | [ 29 ] |
| 2018（平成30）年度        | 93   | 73   | 166 | -2   | 7      | 0    |                | [ 30 ] |
| 2019（平成31/令和元）年度 | 83   | 70   | 153 | -13  | 7      | 0    |                | [ 31 ] |
| 2020（令和2）年度         | 84   | 62   | 146 | -7   | 8      | +1   |                | [ 32 ] |
| 2021（令和3）年度         | 66   | 72   | 138 | -8   | 8      | 0    |                | [ 33 ] |
| 2022（令和4）年度         | 64   | 73   | 137 | -1   | 9      | +1   |                | [ 34 ] |
| 2023（令和5）年度         | 58   | 73   | 131 | -6   | 8      | -1   | 創立150周年    | [ 35 ] |
| 2024（令和6）年度         | 53   | 68   | 121 | -10  | 8      | 0    | 新校舎落成     | [ 36 ] |
| 2025（令和7）年度         | 50   | 68   | 118 | -3   | 7      | -1   |                | [ 37 ] |

## 著名な出身者
大川きょう子（大川隆法の前妻）